# وودسلیوی
وودسلیوی (به لاتین: Vodslivy) یک منطقهٔ مسکونی در جمهوری چک است که در شهرستان بنشوف واقع شده‌است.